# Yle TV1
Yle TV1 (ursprünglich TV1) ist ein Fernsehsender der finnischen öffentlich-rechtlichen Rundfunkanstalt Yleisradio. Das Programm besteht hauptsächlich aus Filmen, Serien und Sport. Es werden aber auch Dokumentarfilme und Wirtschaftssendungen ausgestrahlt.